# Arma perfecta
Arma perfecta (títol original: The Perfect Weapon) és una pel·lícula estatunidenca d'arts marcials dirigida per Mark DiSalle i estrenada l'any 1991. Marca el començament de la carrera cinematogràfica de Jeff Speakman. Ha estat doblada al català.

## Argument
Jeff Sanders, home solitari treballa de dia com a paleta i de nit esdevé un expert en arts marcials (precisament el kenpo). Quan un amic de la família Kim, és amenaçat i mort per la màfia coreana dirigida pel temible Yung i el seu guardaespatlles Tanaka, Jeff no vacil·larà en fer servir el seu talent de combatent ferotge i prudent per venjar el seu amic mort. Jeff és ajudat pel seu jove germà Adam, policia com el seu pare i Jimmy, un jove que admira Jeff.

## Repartiment
- Jeff Speakman: Jeff Sanders
- James Hong: Yung
- John Dye: Adam Sanders
- Cary-Hiroyuki Tagawa: Kai
- Mako: Kim
- Dante Basco: Jimmy
- Beau Starr: capità Carl Sanders
- Seth Sakai: Mestre Lo
- Mariska Hargitay: Jennifer